# Magnetit
Magnetit eller magnetjernsten er en jernmalm med den kemiske forbindelse Fe3O4, eller FeO{\displaystyle \cdot }Fe2O3. Det krystalliserer kubisk med spinel-struktur.
Magnetit er ferrimagnetisk og det bliver tiltrukket af magneter, og det kan magnetiseres til at blive en permanent magnet.   
Det bruges blant andet til fremstilling af jern og stål, som pigment i maling samt til magneter.